# Nervevæv
Nervevæv er hovedkomponenten i nervesystemet som kontrollerer kropslige funktioner. Vævet består af nerveceller (neuroner), som modtager og sender impulser til bestemte målområder, og gliaceller som bidrager til effektivisering af nerveimpulserne og dannelse af et ernærende miljø til nervecellerne.